# 柔软龙胆
柔软龙胆（学名：Gentiana prainii）是龙胆科龙胆属的植物。分布在印度以及中国大陆的西藏等地，生长于海拔3,800米的地区，见于灌丛中。